# 744년

## 연호
- 당(唐) 천보(天寶) 3재
- 일본(日本) 덴표(天平) 16년

## 기년
- 당(唐) 현종(玄宗) 33년
- 신라(新羅) 경덕왕(景德王) 3년
- 발해(渤海) 문왕(文王) 8년

## 사건
- 쿠틀루그 빌게 카간(Kutlug Bilge Kagan)이 위구르 제국을 세우다.